# Williamsburg (Massachusetts)
Williamsburg é uma vila localizada no condado de Hampshire no estado estadounidense de Massachusetts. No Censo de 2010 tinha uma população de 2.482 habitantes e uma densidade populacional de 37,29 pessoas por km².

## Geografia
Williamsburg encontra-se localizado nas coordenadas 42° 24′ 20″ N, 72° 43′ 34″ O. Segundo o Departamento do Censo dos Estados Unidos, Williamsburg tem uma superfície total de 66.56 km², da qual 66.21 km² correspondem a terra firme e (0.53%) 0.35 km² é água.

## Demografia
Segundo o censo de 2010, tinha 2.482 pessoas residindo em Williamsburg. A densidade populacional era de 37,29 hab./km². Dos 2.482 habitantes, Williamsburg estava composto pelo 96.9% brancos, o 0.32% eram afroamericanos, o 0.08% eram amerindios, o 0.81% eram asiáticos, o 0% eram insulares do Pacífico, o 0.56% eram de outras raças e o 1.33% pertenciam a duas ou mais raças. Do total da população o 1.97% eram hispanos ou latinos de qualquer raça.